# 同一人物説
同一人物説（どういつじんぶつせつ）とは、2人の異なる人物は実は同一人物なのではないかと推測する仮説のこと。

## 概要
同一人物説には、最終的に広く受容されているものから、一部の主張者にとどまり、学術的に否定あるいは無視されているものまでさまざまあるが、以下の例では後者の場合が多い。本記事では、こうした仮説が提示される事象そのものについて解説する。
同一人物説は、以下のような条件が揃った場合に語られる。
1. 前半生となる人物の多くは、有名であり、能力もあったと推測されながらも、若くして非業の死を遂げた人物。このような人物は悲劇の英雄として語られ、後世の大衆の人気が高くなるため（判官びいき）、もっと長く生きていてほしいという願望（生存説）が、同一人物説を醸成する原動力の一つとなる。
2. 後半生となる人物の多くは、出自が不明で、壮年以降に歴史上に現れる人物。このような人物の前半生は謎解きの対象となりやすく、その答えの一つとして、同一人物説が語られる。
3. 生没年が近い者同士が選ばれる。

作家や芸術家の場合は、作風の共通点などが根拠とされる。活動時期は重なっていることもある。
複数の文献調査や、文献と考古学的調査の比較対象に基づいて同一人物説が主張される場合も多い。このような同一人物説は特に「（人物）比定」と呼ばれる。なお、主君から与えられた偏諱などによる改名が原因で、同一人物の事績が後年誤って別人のそれとして扱われてきたとする説が唱えられる場合もある。

### 例
卑弥呼
日本側の歴史書に残る、さまざまな女性との同一人物説がある。
神武天皇と崇神天皇
10代崇神天皇の諱号が「国の開祖」と解釈できるため、初代神武天皇と同一人物だという説。いずれか（あるいは両方とも）が架空だとの説もある。
応神天皇と仁徳天皇
記紀の記述に重複があることから、同一人物説がある。
倭の五王
大和朝廷の天皇に比定されることが多い（異説もある）が、どの天皇かについては諸説ある。また『宋書』では珍の死と済の即位だけが書かれていないため、珍と済を同一人物として読んでも矛盾は生じない。
源義経とチンギス・カン
源義経は奥州衣川館で自刃したとされるが、実は生き延びて蝦夷へ、さらに海を越えて大陸へ渡り、モンゴル帝国を築いた英雄になったという仮説。
明智光秀と天海
明智光秀は、山崎の戦いから落ち延びる途中で死んだとされるが、実は生きており、豊臣家を滅ぼした徳川家の元で活躍したという説。その他、光秀の従弟の明智光春や、娘婿の明智秀満とする説もある。
写楽
10か月の活動期間に140枚以上の版画を残した東洲斎写楽は、生没年不詳の謎の浮世絵師として知られ、その正体として、初代歌川豊国、歌舞妓堂艶鏡、葛飾北斎、喜多川歌麿、司馬江漢、谷文晁、円山応挙、歌舞伎役者の中村此蔵など、様々な人物が候補に挙げられてきた。
大塩平八郎と洪秀全
洗心洞学会（のち大阪陽明学会）創設者・石崎東国により唱えられた、大塩平八郎は当時の中国大陸に亡命、のちに太平天国の建国者・洪秀全となったという説。
ウィリアム・シェイクスピア

大場つぐみとガモウひろし
大ヒット漫画『DEATH NOTE』原作者に関する説。